# Дэниел Айзенберг
Дэниел Айзенберг — профессор практики предпринимательства в колледже Бэбсона , где он основал Entrepreneurship Ecosystem  Project (BEEP Архивная копия от 13 сентября 2018 на Wayback Machine) — проект по изучению предпринимательских экосистем. Он является автором современного бестселлера «Worthless, Impossible and Stupid: How Contrarian Entrepreneurs Create and Capture Extraordinary Value» Архивная копия от 9 апреля 2017 на Wayback Machine (Бизнес пресса Гарварда , 2013). Айзенберг сам был предпринимателем 16 лет, также венчурным капиталистом. Он является бизнес-ангелом для нескольких предприятий.

## Научная деятельность
В 1981 году Гарвардский университет удостоил Айзенберга докторской степени в области социальной психологии. Айзенберг преподавал в Гарвардской школе бизнеса (HBS) в 1981—1987 годах на курсе «Организационное поведение» и в 2005—2009 годах на курсе «Предпринимательское управление». Он разработал и возглавил новые программы HBS по международному продвинутому обучению в области предпринимательства в Индии и в Израиле. Он был приглашенным профессором в колледже Бэбсона, в Колумбийском университете, в INSEAD (Европейский институт управления бизнесом), в Рейкьявике  и в Изра́ильском технологи́ческом институ́те (Technion). В Технионе он создал и преподавал первый выпускной курс по предпринимательству в 1987—1989 годах, стал соавтором программы Tefen Entrepreneurs со Стефом Вертхаймером, и управлял Technion Entrepreneurial Associates с профессором Эдом Робертсом из MIT (Массачу́сетский технологи́ческий институ́т). Айзенберг был консультантом или обучал руководителей для Dow Chemical (международная химическая компания), ABB, Garanti Bank  (Турция), Digital Equipment Corporation, Ford Europe , Mitsubishi, Omron, Mitsui и т. д.

## Издательская деятельность и публичные выступления
Айзенберг является автором современного бестселлера «Worthless, Impossible and Stupid: How Contrarian Entrepreneurs Create and Capture Extraordinary Value» Архивная копия от 9 апреля 2017 на Wayback Machine (Бизнес пресса Гарварда , 2013). Рецензии на его книгу были опубликованы в таких изданиях, как Financial Times, The Economist, Wall Street Journal и других крупных средствах массовой информации.
На курсе «Предпринимательское управление» бизнес-школы Гарварда Айзенберг опубликовал более трех десятков кейсов по предпринимательству, а также многочисленные оригинальные статьи в Harvard Business Review, в том числе «The Global Entrepreneur» (2008), «Entrepreneurs and the Cult of Failure» (2011) и «How to Start an Entrepreneurial Revolution» (2010), которая была опубликована как тематическая статья «Big Idea».
В 1980-х годах Айзенберг проводил исследовательские программы в HBS по двум направлениям: межличностные отношения в малых группах и управленческое познание. Впоследствии, были размещены публикации в таких ведущих журналах как «Журнал психологии личности и социальной психологии» и «Academy of Management Journal» . Он также опубликовал две оригинальные статьи HBR: «How Senior Managers Think» (1984) и «The Tactics of Strategic Opportunism» (1987).
Более 100 000 людей читали его Harvard Business Review блог. Кроме того, посты Айзенберга часто публикуются в The Economist, Forbes, The Huffington Post и других средств массовой информации.
Айзенберг выступил с двумя основными докладами на саммитах Союза Молодых Предпринимателей Большой двадцатки в Мексике и во Франции. Он также является частым спикером и ведущим дискуссионной группы на мероприятиях Всемирного экономического форума в Давосе и других местах, где он провел семинары, дискуссионные форумы и студии по развитию экосистем предпринимательства, инновациям, мобильности талантов, творчеству и смежным темам. Айзенберг часто выступает и консультирует по вопросам глобального предпринимательства. Он также цитируется в «Fortune», «The Economist», «Boston Globe», «Success» , Ёмиури Симбун, il Mondo, Гаа́рец, Nikkei, Businessweek и USA Today.

## Награды
В 2012 году Айзенберг был награжден золотой медалью Пио Мандзу за "новаторскую и инновационную работу в экономическом развитии, подписанную Михаилом Горбачёвым.

## Entrepreneurship Ecosystem Project (BEEP)
Айзенберг запустил проект по изучению предпринимательской экосистемы  (BEEP Архивная копия от 13 сентября 2018 на Wayback Machine), чтобы помочь людям во всем мире создать политику, структуры, программы и климат, которые способствуют развитию высокого уровня предпринимательства.
В этом качестве он опробовал программы предпринимательства и консультировал группы высокого уровня по вопросам политики в нескольких странах: Аргентина, Колумбия, Чили, Пуэрто-Рико, Испания, Ирландия, Южная Африка, Китай, Бахрейн, Абу-Даби и Израиль. Он также консультировал Белый дом по программе «Startup America». Эта именно та программа, которую он впоследствии критиковал за то, что был сделан акцент исключительно на стартапах.
Айзенберг является главным советником двух текущих проектов предпринимательской экосистемы — Scale Up Milwaukee в городе Милуоки в штате Висконсин и Manizales Mas Архивная копия от 4 июля 2017 на Wayback Machine в городе Манисалес в Колумбии.

## Бизнес-лидерство
В 1990 году Айзенберг основал Triangle Technologies в Израиле, которую он возглавлял в качестве генерального директора до 2005 года. Он помог создать два фонда венчурного капитала, а с 1997 по 2001 год Айзенберг был основным партнером в Jerusalem Venture Partners  и с тех пор лично инвестировал более чем в десяток начинающих предприятий, включая Cyota (собственник Нафтали Беннет) и My Basis, оба из которых были приобретены. Айзенберг является директором нескольких частных и NASDAQ-компаний.